# Rite funéraire anglo-saxon

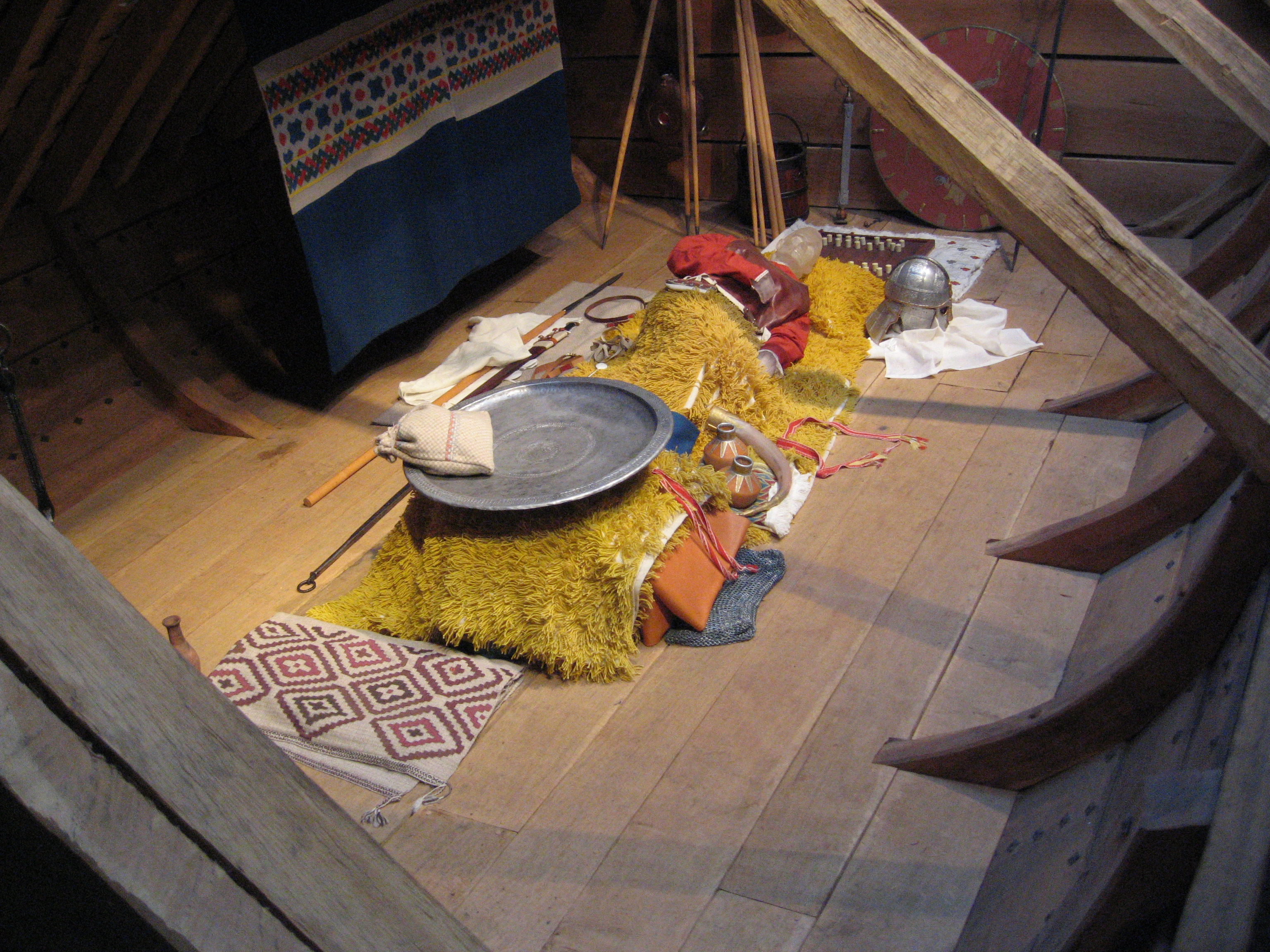
Reconstitution de la chambre funéraire princière de Sutton Hoo.

Le rite funéraire anglo-saxon correspond aux pratiques funéraires des peuples germaniques établis en Angleterre entre le Ve et le XIe siècle.
Ces pratiques ont beaucoup varié au cours de cette période. Avant la christianisation, les Anglo-Saxons païens ont aussi bien recours à la crémation qu'à l'enterrement, avec du mobilier funéraire dans les deux cas. Les défunts sont inhumés dans des cimetières, mais aussi sous des tumulus ou, plus rarement, dans des bateaux-tombes. L'arrivée du christianisme au VIIe siècle entraîne une évolution du rite funéraire : la crémation est abandonnée, les tombes se concentrent dans des cimetières adjacents aux églises et le mobilier funéraire devient beaucoup moins fréquent.
Les premières excavations de tombes anglo-saxonnes remontent au XVIIIe siècle, mais il faut attendre le développement de l'archéologie pour voir les premiers travaux scientifiques à ce sujet, à partir du XIXe siècle. Les sites les plus emblématiques de la période anglo-saxonne sont le cimetière de Spong Hill, qui abrite les restes de plus de 2 000 individus, et le bateau-tombe de Sutton Hoo, avec son mobilier funéraire particulièrement luxueux.

## Période ancienne (jusqu'à 600)

### Enterrements
Les communautés anglo-saxonnes ont le plus souvent recours à l'enterrement, car il s'agit de la méthode la moins coûteuse en temps et en équipement pour s'occuper des défunts. Ces sépultures constituent des sources précieuses pour la compréhension de leur société. La plupart du temps, les sols alcalins ont permis la bonne conservation des squelettes, et il est souvent possible de déterminer le sexe et l'âge des défunts, ainsi que d'obtenir des informations sur leur état de santé et leur mode de vie. L'analyse isotopique d'un squelette peut également permettre d'identifier la région où le défunt a grandi.
La taille des tombes est très variable, « d'un simple trou peu profond à une fosse aux parois rectilignes de 2 mètres de long sur plus d'un mètre de profondeur ». La majeure partie des tombes n'abritent qu'un seul individu, mais les cas de sépultures multiples ne sont pas rares. Elles abritent le plus souvent un adulte et un enfant. Les tombes avec trois défunts ou davantage sont moins courantes, mais elles existent.
Les corps des défunts sont inhumés dans diverses positions : sur le dos, sur le ventre ou sur le côté, avec les jambes allongées parallèles, croisées au niveau des chevilles, légèrement repliées ou complètement repliées sur la poitrine, en position fœtale. D'après l'archéologue David M. Wilson, les défunts païens sont typiquement orientés la tête vers l'ouest et les pieds vers l'est, mais il existe de nombreuses exceptions. Les archéologues débattent toujours des raisons sous-jacentes aux différentes positions observées. À Horton Kirby, dans le Kent, c'est apparemment pour pouvoir entrer dans les tombes que les corps des défunts ont été légèrement repliés. Dans d'autres cas, cependant, la taille des tombes ne permet pas de justifier la position latérale des corps. Les défunts retrouvés face contre terre ont parfois été considérés comme les victimes d'enterrements vivants, mais ce n'est sans doute pas la seule explication possible.
Les défunts font parfois l'objet de mutilations avant l'enterrement, la plus courante étant la décapitation. On a retrouvé des cimetières entiers de cadavres décapités, considérés par les archéologues comme des sites dédiés à l'inhumation d'individus exécutés. La période anglo-saxonne ancienne n'a livré que peu de cimetières d'exécutions, à part peut-être à Sutton Hoo où plusieurs défunts pendus, décapités ou mutilés sont enterrés autour du tertre no 5, du côté est de la nécropole. La datation par le carbone 14 a permis de déterminer que les plus anciens remontent au VIIe siècle, mais que le site a continué à accueillir des corps jusqu'aux IXe et Xe siècles. De probables cimetières d'exécutions des Xe et XIe siècles ont été découverts à Five Knolls, près de Dunstable et à Bran Ditch, près de Fowlmere,. Des corps décapités ont également été retrouvés dans des cimetières normaux. Celui de Loveden Hill, dans le Lincolnshire, abritait un cas singulier : un défunt décapité, dont la tête était posée sur son ventre, avec une urne posée à la place où elle aurait dû se trouver. Des pierres remplaçaient les têtes de trois défunts au cimetière de Great Addington, dans le Northamptonshire, tandis que les têtes de deux défunts du cimetière de Chadlington, dans l'Oxfordshire, étaient posées entre leurs jambes. À Mitcham, dans le Surrey, plusieurs tombes contenaient des têtes supplémentaires, tandis que certaines n'en contenaient aucune et qu'elles se trouvaient aux pieds des défunts dans d'autres. Il existe des cas très rares de têtes enterrées sans corps, à Bideford-on-Avon dans le Warwickshire et à Port Way dans le Hampshire.
Certaines sépultures multiples présentent des éléments qui semblent d'ordre rituel, ce qui suggère qu'un rite païen prenait place au cours de l'enterrement. Il existe ainsi plusieurs cas de corps féminins déposés au-dessus de corps masculins, par exemple à Welbeck Hill, dans le Lincolnshire. Ces cas pourraient représenter un équivalent du sati, dans lequel la veuve d'un homme est tuée et enterrée avec lui pour l'accompagner dans l'au-delà. Il est également possible qu'elles aient été les esclaves des défunts, encore une fois tuées pour les suivre dans la mort. Une poignée de tombes ayant accueilli des individus apparemment enterrés vivants pourraient également refléter un rituel païen, à moins qu'il ne s'agisse d'une forme d'exécution capitale.

### Crémations
La crémation est également une pratique fréquente chez les Anglo-Saxons. Les cendres du défunt sont recueillies dans une urne, qui est ensuite enterrée. La crémation devient de moins en moins courante tout au long du VIIe siècle, mais elle reste pratiquée, par exemple dans le cimetière du St Mary's Stadium de Southampton. Son sens profond est hypothétique : libération de l'esprit après la mort pour Audrey Meaney (en), transformation publique du corps décédé pour Howard Williams (en). Les sites des crémations sont rarement identifiables par l'archéologie, mais la pratique est documentée par l'analyse ostéologique des cimetières de Spong Hill et Sancton.
La méthode exacte de crémation employée par les Anglo-Saxons reste incertaine. Après avoir étudié les cendres du cimetière d'Illington, Calvin Wells estime que les défunts ont été allongés sur le sol, puis qu'un bûcher a été édifié au-dessus d'eux avant d'être allumé. Cela expliquerait selon lui pourquoi la crémation n'est pas toujours parfaite au niveau du sommet des épaules. Jacqueline McKinley remet en question cette hypothèse : selon elle, il n'y aurait pas assez d'oxygène dans le système de Wells pour brûler un corps entier. Elle propose d'imaginer les bûchers anglo-saxons comme une grille de poutres dont les intervalles seraient remplis de petit bois sur laquelle seraient déposés les corps. Quelle que soit la méthode exacte, la crémation se produit sans doute en public et constitue un spectacle qui établit un lien entre les vivants et les morts.
Après la crémation, les cendres et les restes sont rassemblés et déposés dans une urne,. On ignore combien de temps s'écoule entre la crémation et l'inhumation de l'urne, mais il est possible que cette dernière ait été longtemps conservée avant d'être enterrée dans certains cas. Elles sont le plus souvent enterrées droites, bien que certaines aient été retrouvées à l'envers. Elles sont aussi bien enterrées dans des fosses communes que dans des trous individuels.
Les urnes funéraires typiques sont des poteries décorées de motifs variés. Le svastika est l'un des symboles les plus courants, non seulement sur les urnes, mais aussi sur certaines armes, des broches et autres bijoux, généralement féminins. L'archéologue David M. Wilson propose d'y voir l'emblème du dieu Thunor, qui à force d'usage aurait perdu toute valeur symbolique pour n'être plus qu'un simple élément décoratif. La rune ᛏ (tir), qui représente la lettre T et peut-être le dieu Tiw, apparaît également de manière récurrente sur les urnes et autres objets.
Des couvercles d'urnes ont été découverts à Baston, dans le Lincolnshire, et à Drayton, dans le Norfolk, mais ce sont des exceptions. Le couvercle d'urne le plus singulier est celui retrouvé à Spong Hill qui représente un être humain assis, les coudes sur les genoux et la tête dans les mains. Des pierres sont parfois utilisées en guise de couvercles. Quelques urnes ont été façonnées avec des morceaux de verre formant des sortes de fenêtres. On en a retrouvé à Castle Acre dans le Norfolk, à Helpston dans le Nottinghamshire et à Haslington dans le Cambridgeshire. Des cas très rares de réutilisation d'urnes de l'époque romano-bretonne tardive sont attestés, par exemple à Cleatham dans le Lincolnshire,. Quelques récipients en bronze ont été retrouvés dans des cimetières en lieu et place des urnes en poterie, à Sutton Hoo, à Coombe dans le Kent, à Illington dans le Norfolk et à Snape dans le Suffolk.
Les crémations accompagnées d'objets funéraires ne constituent que la moitié environ des crémations connues. Dans certains cas, ces objets ont été placés sur le bûcher avec le défunt et présentent donc des signes de dégâts, mais dans d'autres cas, ils sont intacts, ce qui implique qu'ils n'ont pas été placés sur le bûcher. Les objets les plus courants appartiennent à la catégorie des objets de toilette : pincettes, rasoirs, ciseaux et cure-oreilles en bronze ou en fer. Certains sont des versions en modèle réduit sans utilité pratique. Les peignes en os ou en bois de cervidé sont également fréquents, parfois brisés avant d'être placés dans l'urne.

## Période centrale (de 600 à 800)
Les pratiques funéraires de la période anglo-saxonne centrale, qui couvre les deux siècles entre 600 et 800 environ, sont moins bien comprises que celles des périodes précédente et suivante. C'est durant cet intervalle que les Anglo-Saxons sont convertis au christianisme, ce qui explique en grande partie les évolutions constatées par les archéologues. La disparition progressive des objets funéraires et l'orientation des tombes suivant un axe ouest-est sont couramment expliquées par l'introduction des croyances chrétiennes en l'au-delà.
À la fin du XVIIIe siècle, l'antiquaire James Douglas (en) est le premier à identifier un cimetière de cette période. En étudiant les objets retrouvés dans les tertres des cimetières du Kent, il remarque la présence d'emblèmes chrétiens et en conclut que les individus enterrés dans ces tombes sont des Anglo-Saxons christianisés, mais ayant vécu avant que ne se généralise la pratique consistant à enterrer les morts dans les cimetières des églises. L'archéologue T. C. Lethbridge (en) en identifie d'autres dans le Cambridgeshire au cours des années 1920 et 1930 : l'absence d'éléments « païens », comme les armes dans les tombes, l'incite à penser que les défunts étaient des Anglo-Saxons fraîchement convertis,.
Cette période est parfois qualifiée de « phase finale », une expression créée par l'archéologue Edward Thurlow Leeds (en) en 1936. D'après lui, ces tombes constituent la dernière manifestation des coutumes païennes avant que les pratiques chrétiennes ne viennent les supplanter. En 1963, Miranda Hyslop établit une liste de critères partagés par les tombes de la phase finale. Les tombes meublées de la phase finale sont caractéristiques des cimetières en usage au VIIe siècle et au début du VIIIe siècle. Cependant, les archéologues n'ont pas appliqué de manière systématique l'étiquette « phase finale » aux tombes qu'ils ont fouillées, si bien qu'il n'existe pas de liste définitive de cas relevant de cette période. Andy Boddington énumère huit points caractéristiques de la phase finale : 
- la création de nouveaux cimetières sous l'influence du christianisme ;
- la création de ces cimetières à proximité des villages ;
- l'omniprésence presque absolue des inhumations au détriment des crémations, extrêmement rares durant cette période ;
- l'orientation ouest-est de la majorité des tombes ;
- l'édification de tertres au-dessus de certaines tombes ;
- la rareté des tombes contenant des objets ;
- le caractère principalement utilitaire (vêtements) ou personnel (amulettes) de ces objets ;
- la symbolique chrétienne attachée à une partie de ces objets.

Geake note en outre que les corps sont généralement sur le dos, soit allongés, soit légèrement recourbés, avec les bras le long du corps ou croisés sur la poitrine. Elle souligne également la grande variété structurelle des tombes, avec des lits ou des chambres à l'intérieur et des tertres, des trous de poteaux ou des fragments de bateaux à l'extérieur. Elle propose de classer les tombes de cette période en quatre catégories : meublées, non meublées, princières et autres. Si certains cimetières ne présentent que des tombes appartenant à une seule catégorie, ce n'est pas le cas d'autres : Sutton Hoo en possède ainsi trois types différents.
Les tombes de la phase finale reflètent une disparité croissante dans la richesse du mobilier funéraire. Si la plupart des tombes abritent toujours des objets, leur nombre diminue par rapport à la période antérieure et leur nature change. Les broches et les longs colliers de perles se font moins nombreux dans les tombes féminines, tout comme les armes dans les tombes masculines. Ces dernières abritent souvent des boucles de ceinture ou des couteaux, tandis que les femmes sont inhumées avec des épingles, des châtelaines, des colliers de perles plus petites, des pendentifs en or et des anneaux en argent ou en bronze.
La diminution du nombre d'objets funéraires est parfois considérée comme une conséquence de la christianisation : les autorités religieuses auraient lutté contre cette pratique. Cependant, aucun texte de droit canonique dénonçant cette pratique ne subsiste, et les auteurs religieux de cette époque ne semblent pas se préoccuper particulièrement de la manière dont les morts sont enterrés. Le déclin de cette pratique pourrait avoir d'autres raisons, comme une évolution du concept d'héritage (une arme jadis laissée dans la tombe de son propriétaire serait dès lors considérée comme un objet devant être légué à son fils), ou bien un désir croissant de garder en circulation des ressources limitées au lieu de les soustraire à l'espace public en les enterrant avec les morts. Cette explication irait de pair avec le développement du commerce dans des comptoirs comme celui d'Ipswich.
Une autre différence entre phase finale et période antérieure apparaît dans la répartition spatiale des objets funéraires : les distributions régionales réduites deviennent plus vastes. Cela pourrait refléter une prise de conscience de la part des Anglo-Saxons qu'ils forment un groupe culturel commun, les Anglais, plus vaste que leur peuple ou tribu régionale.

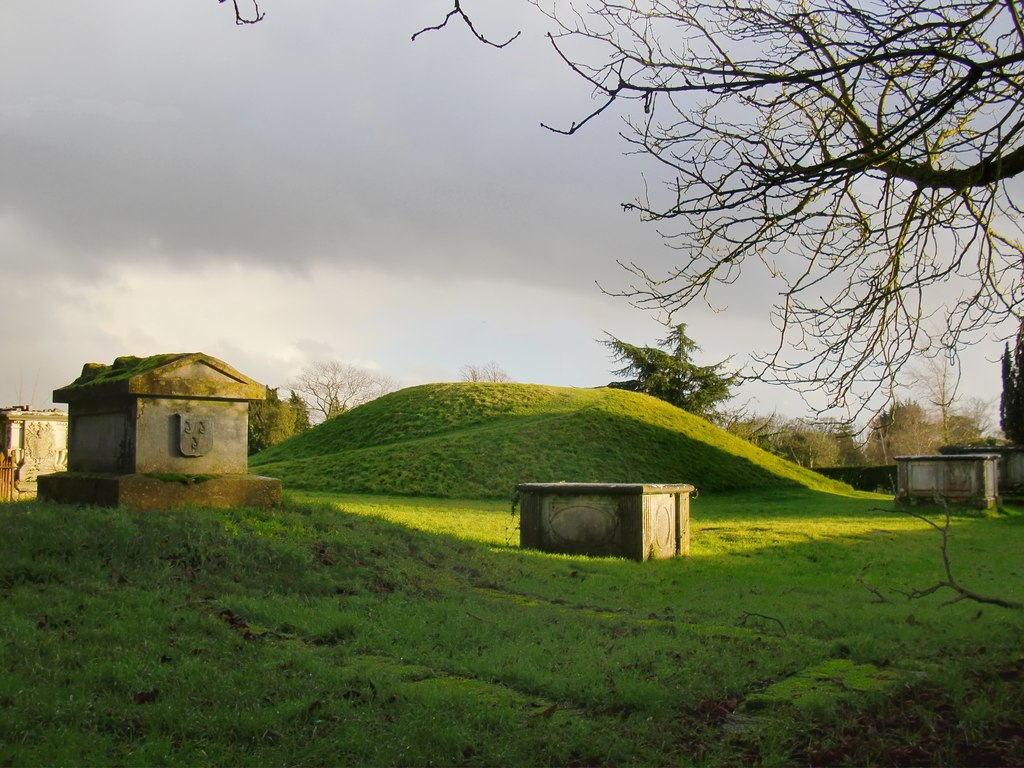
La sépulture princière de Taplow.

Les « sépultures princières » ou « sépultures riches » constituent une catégorie spécifique à la période anglo-saxonne centrale. Elles présentent un mobilier funéraire particulièrement riche, aussi bien en quantité qu'en qualité, et se situent souvent sous un tertre ou un tumulus. Leurs autres caractéristiques (position et orientation du corps, structures afférentes) correspondent à celles des autres tombes meublées de la phase finale. Cependant, il n'existe pas de critères précis qui font qu'une sépulture meublée est considérée ou non comme princière.
Plusieurs cimetières de cette période comprennent une majorité de tombes sans mobilier funéraire. Les corps y sont généralement déposés sur le dos selon l'axe est-ouest. Ces cimetières se trouvent dans des contextes ruraux, comme à Burrow Hill, Burgh Castle et Nazeing, mais aussi urbains, comme à Staple Green, Winchester et Castle Green (Hereford). Cette pratique pourrait avoir été importée de régions des îles Britanniques où elle avait déjà cours, comme l'Irlande ou la Northumbrie.

## Période tardive (après 800)
Pour l'archéologue Andy Boddington, le passage des tombes richement meublées de la période anglo-saxonne primitive aux tombes dépourvues de tout mobilier de la période tardive constitue l'une des évolutions les plus spectaculaires du haut Moyen Âge. À l'exception des hommes d'Église, les défunts cessent également d'être enterrés dans leurs vêtements : les corps sont désormais enveloppés dans des linceuls, reproduisant la mise au tombeau du Christ.
Dans l'empire carolingien, les ordonnances de 786 et 810/813 concernant les droits des paroisses interdisent l'utilisation des anciens cimetières non-chrétiens et insistent sur la nécessité de procéder aux enterrements dans les aîtres (cimetières des églises). Cette législation vient peut-être confirmer des positions qui sont déjà celles de l'église anglo-saxonne.
Un rite de consécration des cimetières des églises apparaît au début du Xe siècle et l'inhumation des défunts dans la paroisse dont ils étaient membres de leur vivant devient une obligation, à l'exception des parjures et des suicides. Ces sépultures deviennent une source de revenus pour le clergé, qui est payé pour son service lors de la cérémonie, puis pour prier en mémoire des morts. Les tombes dans ces cimetières suivent typiquement une orientation ouest-est, sans recoupement. Celles des personnages importants, notamment les hommes d'Église, commencent à être distinguées des autres en étant recouvertes de grandes dalles de pierre, ou coiffées de grandes croix de pierre. Ces décorations sont sujettes à des variations régionales significatives : dans l'est de l'Angleterre, une influence artistique scandinave est perceptible, notamment dans les tombes de type hogback. La présence scandinave dans cette région entraîne également l'édification de nouveaux tertres à mobilier funéraire, par exemple à Ingleby dans le Derbyshire..
Les cercueils s'avèrent utiles lorsqu'un corps doit être déplacé sur une certaine distance avant l'inhumation. Ils sont le plus souvent faits entièrement de bois, mais on a retrouvé des pièces de métal dans certains exemples, par exemple à la cathédrale d'York. La plupart du temps, les archéologues n'ont pu retrouver ces cercueils, dont le bois s'est décomposé au fil du temps, mais il existe des exceptions, comme dans le sol détrempé de Barton-upon-Humber. Quelques cercueils en plomb ou en pierre ont également été retrouvés.

## Redécouverte: antiquaires et archéologues
La première excavation connue d'une tombe anglo-saxonne remonte au XIIe siècle : le chroniqueur Roger de Wendover rapporte que des moines se livrent à des fouilles à Redbourne, dans le Hertfordshire, à la recherche des ossements d'Amphibalus, un prêtre de l'époque romaine.
Les recherches débutent de manière systématique à la fin du XVIIIe siècle, sous l'impulsion de deux antiquaires du Kent. Le premier, Bryan Faussett (en) (1720-1776), procède à des fouilles dans les cimetières de Gilton, Kingstone Downe, Chartham Down et Shepherdswell. Il excave 750 tombes entre 1756 et 1773 et documente de manière détaillée ses trouvailles, qu'il attribue à tort à la période romano-bretonne de l'histoire de l'Angleterre. Le second, James Douglas (en) (1753-1819), mène à son tour des campagnes de fouilles entre 1779 et 1793, notamment dans les Chatham Lines (en) et à Greenwich Park. Il publie les résultats de ses recherches dans le livre Nenia Britannica en 1793, où il identifie correctement les tombes de la période anglo-saxonne.
Durant cette période et jusqu'au milieu du XIXe siècle, les tombes anglo-saxonnes ne sont pas fouillées et cataloguées de manière rigoureuse. Les fouilles causent souvent des dommages irréparables sur les sites. La Society of Antiquaries of London se montrant incapable de remédier à la situation, deux spécialistes de la période anglo-saxonne, Charles Roach Smith et Thomas Wright, fondent la British Archaeological Association en 1843. Cette société milite en faveur d'une protection légale et d'une reconnaissance officielle de l'archéologie britannique.